# Хурэлбаатарын Цэнд-Аюуш
Цэнд-Аюу́ш Хурэлба́атарын (монг. Хүрэлбаатарын Цэнд-Аюуш; 22 февраля 1990, Улан-Батор, Монголия) — монгольский футболист, полузащитник клуба «Университет Улан-Батора» и сборной Монголии.

## Карьера

### Клубная
Цэнд-Аюуш является воспитанником клуба «Хоромхон», за который в данный момент и выступает. Дебют футболиста в профессиональном футболе состоялся в 2006 году.

### В сборной
Цэнд-Аюуш Хурэлбаатарын дебютировал в сборной Монголии в 2007 году и на данный момент провёл в её составе 6 официальных матчей. 29 июня 2011 года полузащитник забил первый гол за сборную в матче отборочного турнира к Чемпионату мира 2014 против сборной Мьянмы. Матч закончился со счётом 1:0.
11 июня 2011 года Цэнд-Аюуш принял участие в товарищеском матче сборной Монголии против российского клуба «Радиан-Байкал» из города Иркутск. При счёте 0:8, на 76-й минуте, полузащитнику удалось забить гол, но положение это не изменило и его команда проиграла со счётом 1:8.

## Статистика
Статистика матчей и голов за сборную по годам:
| Команда  | Год   | Матчи | Голы |
| -------- | ----- | ----- | ---- |
| Монголия | 2007  | 2     | 0    |
| Монголия | 2009  | 2     | 0    |
| Монголия | 2011  | 2     | 1    |
| Итого    | Итого | 6     | 1    |

Итого: 6 матчей, 1 гол
(откорректировано по состоянию на 3 июля 2011 года)

## Голы за сборную
| №      | Дата         | Место      | Соперник        | Счёт  | Результат | Соревнование            |
| ------ | ------------ | ---------- | --------------- | ----- | --------- | ----------------------- |
| 0 (+1) | 11 июня 2011 | Иркутск    | «Радиан-Байкал» | 1 : 8 | 1 : 8     | Товарищеский матч       |
| 1      | 29 июня 2011 | Улан-Батор | Мьянма          | 1 : 0 | 1 : 0     | Отборочный матч ЧМ-2014 |